# Megisba orientalis
Megisba orientalis är en fjärilsart som beskrevs av James John Joicey och Talbot 1916. Megisba orientalis ingår i släktet Megisba och familjen juvelvingar. Inga underarter finns listade i Catalogue of Life.